# テクスチャー
テクスチャー (texture) とは、材料の表面の視覚的な色や明るさの均質さ、触覚的な比力の強弱を感じる凹凸といった部分的変化を、全体的にとらえた特徴、材質感覚、効果を指す。
建築などの設計の立場からは、内外の空間の表面をどのような素材で仕上げるかにかかわり、形態や色彩と同様に重要な造形要素である。また、テクスチャーは均質な空間に変化を与え、人がその空間を把握する際の手がかりになるという機能をもつ。